# Chiesa di Santa Maria intus vineas
La chiesa di Santa Maria intus vineas o chiesa della Madonna di sotto è un edificio religioso sito a Vigevano, in provincia di Pavia e diocesi di Vigevano.

## Descrizione e storia
Si tratta di una chiesa molto antica, antecedente al 1202, anno in cui era annoverata tra le dipendenze del monastero cistercense di San Maiolo di Pavia. Fu di giuspatronato della famiglia degli Ardizzi, una delle più illustri famiglie vigevanesi quattrocentesche. Proprio loro nel 1424 si occuparono della restaurazione e ricostruzione dell'edificio, dedicandolo a Santa Maria intus vineas.
L'aspetto dell'edificio fa pensare a un tempio dell'antichità con i quattro pilastri del piccolo portico che reggono il timpano triangolare. L'abside ha pianta semicircolare, mentre il soffitto, attualmente molto degradato, è a cassettoni.
La chiesa ha grande valore storico; nonostante questo, è abbandonata da tempo e gli affreschi sono ormai illeggibili. Tuttavia, fino a qualche decennio fa, nell'edicola a sinistra dell'altare, si potevano ammirare le tracce di una Madonna col Bambino del Quattrocento. Probabilmente alcuni affreschi erano di mano dei migliori artisti della corte ducale come Zanetto Bugatto, Bonifacio Bembo e Leonardo Ponzoni.
In origine, era una delle tante cappellette cimiteriali vigevanesi sorte alla diffusione del Cristianesimo nella zona: altre, ora scomparse, erano San Pietro intus vineas, San Vitale intus vineas e San Vincenzo in Prato. Queste cappellette erano dedicate alla Vergine, agli Apostoli e ai Martiri ed indicate con il nome della vigna, dell'orto, del prato o del campo di un dato proprietario cristiano. Molte di queste furono distrutte o confiscate durante le persecuzioni; tra le altre, si annoverano anche San Pietro in Rometta, San Martino e, con buone probabilità, la Chiesa della Misericordia.